# Kaple Panny Marie Pomocné (Duchcov)
Poutní kaple Panny Marie Pomocné je barokní sakrální stavba v Duchcově v okrese Teplice. Kaple je chráněna jako kulturní památka České republiky.

## Historie
Označení kaple jako poutní mariánské svatyně litoměřické diecéze vychází z práce Franze Johanna Endlera, který to uvedl ve svém díle Das soziale Wirken der katholischen Kirche in der Diözese Leitmeritz (Königreich Böhmen). Kaple stojí u nového hřbitova v Duchcově. Kritériem tohoto označení byl fakt, že na přelomu 19. a 20. století do této svatyně přicházelo více než 1000 poutníků ročně.

## Architektura
Kaple je barokní. Pochází z 1. poloviny 18. století. Je obdélného půdorysu a má plochý strop. Po roce 2003 nechalo obnovit město Duchcov střechu kaple.